# PSM ピストル
PSM（ロシア語: ПСМ、Пистолет самозарядный малогабаритный、Pistolet Samozaryadny Malogabaritny。
（ロシア語で小型自動式拳銃の意）は トルストイ記念トゥーラ設計局が1969年に設計し、法執行機関と軍の自衛用拳銃としてソ連により発注され、1973年に イジェフスク機械工廠で 生産された。
PSMはコンシールド性を追求し、貫通能力に優れた専用弾薬に合わせて極めて薄く設計されている。
マガジンはシングルローのスタンダードな物を採用、手動セイフティはスライド左側面に設けられ、操作はスライド後面のハンマー側から操作する。手動セイフティをONにすると、コッキングされていたハンマーをデコッキングできる。外部操作可能なスライドストップは省略され、マガジンの最終弾を撃ち終わると、内蔵されたスライドストップが作動しスライドを後退位置で保持する。
作動方式は単純なストレートブローバック方式で特別な閉鎖機構を持たない。シングル／ダブルアクショントリガーを持つ。
軍用モデルでは薄いアルミニウム製であったグリップパネルは、米国の法律に於ける輸入拳銃の最低寸法の規定に抵触する為、輸出モデルは厚みのある硬質プラスチック製に変更されている。銃本体は通常の鋼製である。
PSMの設計にあたり新たに開発されることになった5.45x18mm弾を手がけたのは精密機械工学中央研究所である。
この弾薬は55層のケブラーを至近距離で確実に貫通することができる。
この専用の弾薬はボトルネック式の薬莢を持ち、特殊な硬質鋼の弾芯を被覆した徹甲弾に近い性格の弾頭と相まり高初速な弾薬となった。
特異に細い硬質な弾芯が防弾ベストの軟質かつ強靭な素材を高速に切り裂くように進入するため、極めて高い貫通力を発揮する。
鉄板に対しても同様に高い貫通力を持ち、乗用車のドアを軽々撃ち抜く事が出来る。
これは当時のソビエト連邦が鉛資源節約のために弾薬製造に採用した方針であり、同様の設計は7.62x25mmトカレフ弾にも見てとることができる。同クラスの.22LR弾や.25ACP (6.35×16mmSRブローニング弾)の銃口初速を凌ぐ高初速な弾薬となっている。
民間向け輸出用に鉛を銅で被覆した通常のフルメタルジャケット仕様の弾薬も製造されたが、軍用弾と外観の違いが無いため見分けがつきにくく、当時ワルシャワ条約機構軍やソビエト連邦同盟国の情報機関向けに輸出された軍用弾が、ソビエト連邦の崩壊とワルシャワ条約機構軍の解体に伴う東ヨーロッパの混乱時に大量に市場に出回ることとなった。
このピストルは当初、軍将校などの自衛用を念頭に作られたが、その小ささ、特にその薄さ(最大横幅はスライドの安全装置取り付け部の21mm、スライド本体の横幅は僅か17mm)に目をつけた セキュリティ（KGB） および民警 （Militsiya）で人気を博すこととなった。PSMは共産党幹部高官へ贈られる記念品としても高く評価された。。

## その他の名称
- MPTs(Malokalibernyj Pistolet Tsentralnogo-boya、"センターファイアー、小口径ピストル)[2]

## 派生型
輸出モデルIZh-75は.25ACP仕様。

## 採用国
- シリア - 軍、特殊組織、警察
- アルメニア[4]
- アゼルバイジャン[4]
- ベラルーシ[4] - 税関[5]
- ブルガリア[4]
- ジョージア[4]
- カザフスタン[4] - 警察[6]
- キルギス[4]
- ラトビア[4]
- モルドバ[4]
- モンゴル[4]
- ロシア[4]
- タジキスタン[4]
- トルクメニスタン[4]
- ウクライナ[4]
- ウズベキスタン[4]